# RJ TextEd
RJ TextEd是一个免費軟體，供微软视窗运作系统使用。此軟體是个Unicode以及源代码编辑器的编辑器，也有简单的網頁程式設計功能。

## 软件详情
此编辑器的代码编入了多种語法突顯的方程式。用户可以运用此编辑器的自动完成或提示功能来编写文本，也可以预先浏览例如HTML，ASP，PHP等的代码。编辑器也有个语法文件编辑器。
编辑页面基本上是以多文件介面为底，也能够通过多个分頁显示来同时间编辑数个文件或对多个开放着的文档进行操作。编辑器也包括了一个网页浏览器，一个檔案管理器以及一个层叠样式表编辑器。软件也包涵了一些网络开发者所需的工具。